# جنارو چیرچیا
جنارو چیرچیا (به انگلیسی: Gennaro Chierchia) یا جنارو کیرکیا تلفظ ایتالیایی: [dʒenˈna:ro ˈkjɛrkja] یک زبان‌شناس و استاد دانشگاه ایتالیایی است که در ۱۰ سپتامبر ۱۹۵۳ در رم به دنیا آمد. او اکنون استاد زبان‌شناسی بنیاد هاس (به انگلیسی: Haas) و استاد فلسفهٔ دانشگاه هاروارد است. پژوهش‌ها و فعالیت‌های علمی او بر موضوع‌هایی از قبیل معنی‌شناسی صوری، کاربردشناسی، فلسفهٔ زبان و آسیب‌شناسی زبان تمرکز دارد.

## حرفه
چیرچیا، که در رم متولد شده بود، در سال ۱۹۷۷ برای تحصیل فلسفه در دوره کارشناسی وارد دانشگاه ساپینزا شد. او مطالعات خود را در این دانشگاه زیر نظر تولیو دو ماورو به پایان رساند. در سال ۱۹۸۴ برای تحصیل در مقطع دکترای زبان‌شناسی به دانشگاه ماساچوست در امهرست رفت. او پایان‌نامهٔ خود را تحت راهنمایی باربارا پارتی با عنوان «موضوعاتی در نحو و معنی‌شناسی مصدرها و اسم مصدرها (Gerunds)» نوشت.
وی از سال ۱۹۸۳ تا ۱۹۸۵ فعالیت حرفه‌ای خود را به عنوان استادیار زبان‌شناسی در دانشگاه براون شروع کرد. قبل از بازگشت به ایتالیا به دانشگاه کرنل رفت و از سال ۱۹۸۵ تا ۱۹۹۲ در همان درجه علمی فعالیت‌های خود را ادامه داد. از سال ۱۹۹۲ تا ۲۰۰۰، به عنوان استادتمام در دانشگاه بیکوکا میلان، به مدت یک سال، از ۱۹۹۴ تا ۱۹۹۵، در دانشگاه سالرمو کار کرد. او از سال ۲۰۰۶ در دانشگاه هاروارد به عنوان استاد زبان‌شناسی بنیاد هاس و استاد فلسفهٔ زبان مشغول فعالیت است. او در سال ۲۰۱۴ به عنوان عضو انجمن زبان‌شناسی آمریکا انتخاب شد و در سال ۲۰۱۹ جایزه فلوشیپ گوگنهایم را دریافت کرد.

## آثار
- معنی و گرامر: مقدمه‌ای بر معنی‌شناسی، ۱۹۹۰. ISBN 978-0-262-53164-1
- دینامیک معنی: آنافورا، پیش‌انگاشت و نظریهٔ گرامر، ۱۹۹۵. ISBN 0-226-10435-4
- منطق در دستور زبان: قطبیت، انتخاب آزادانه و تداخل، ۲۰۱۳. ISBN 978-0-19-969798-4